# Franz Eichenauer (Künstler)
Franz Eichenauer (* 2. November 1926 in Koblenz; † 22. November 1995 in Bad Kreuznach) war ein deutscher Künstler.

## Leben
Franz Eichenauer wurde 1926 als Sohn von Heinrich und Laura Eichenauer geboren. Er wuchs in Lahnstein bei Koblenz auf, die Schulausbildung beendete er dort mit dem Abitur. Nach Kriegsdienst und Gefangenschaft absolvierte er von 1946 bis 1948 ein Volontariat und Praktika als Bühnenbildner an verschiedenen Theatern. Eichenauer studierte in der Folge bis 1952 an der Landeskunstschule Mainz angewandte und freie Malerei und schloss erfolgreich sein Staatsexamen ab. Es folgten zwei weitere Semester in der dortigen Meisterklasse.
Nach der Eheschließung mit Ute Best 1954 war der Lebensmittelpunkt in Bad Kreuznach, in der Franz und Ute Eichenauer ihre künstlerischen Erfolge begründeten. Franz Eichenauer führte die Künstlergruppe Nahe 30 Jahre lang als Vorsitzender und fungierte bis zu seinem Lebensende als Ehrenvorsitzender. Hierbei setzte er sich intensiv für den Ausbau und die Pflege der deutsch-französischen Freundschaft ein. Für die Vermittlung  des europäischen Gedankengutes im künstlerischen Bereich und der Kollegialität untereinander erhielt er 1987 den Kaiser-Lothar-Preis (Europäische Vereinigung Bildender Künstler aus Eifel und Ardennen) und 1994 den Verdienstorden des Landes Rheinland-Pfalz.

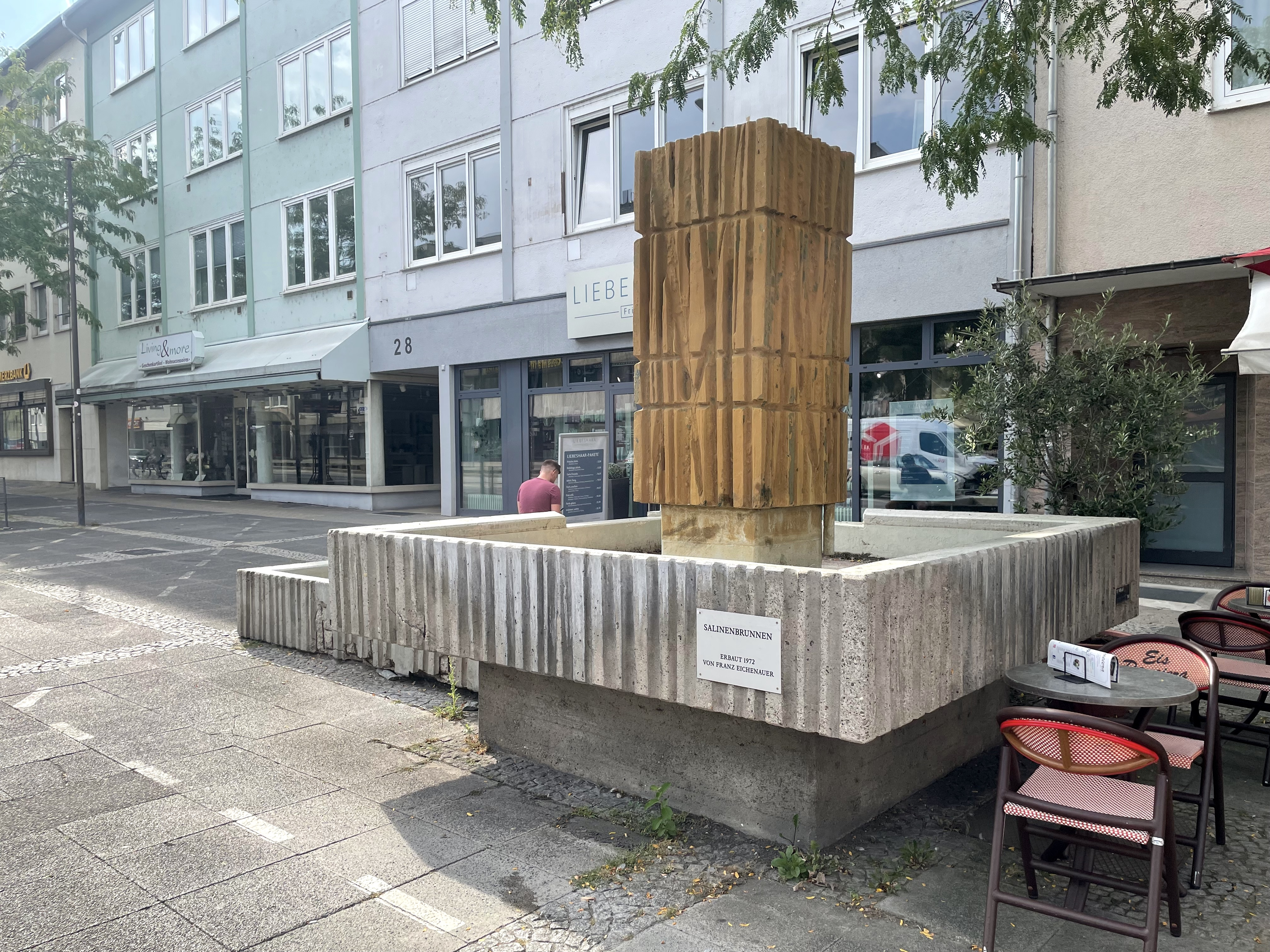
Salinenbrunnen in Bad Kreuznach von Eichenauer (1972)

## Werke
Eichenauer hat viele öffentliche und private Gebäude, Kirchen, Plätze mitgestaltet. Seine Bilder sind Kompositionen, frei in Formen und Farben mit breitflächigem kräftigem Pinselstrich, die Landschaften sind kraftvolle farbintensive expressionistische Darstellungen.

## Mitgliedschaften
- Künstlergruppe Nahe
- Berufsverband Bildender Künstler Rheinland-Pfalz (BBK)
- Arbeitsgemeinschaft Bildender Künstler am Mittelrhein (AKM)
- Arbeitsgemeinschaft Bildender Künstler der Pellenz
- Künstlerbund Rheinland
- Arts – Sciences – Lettres, Paris
- Amicale Artistique de l’Ain / de Bourg
- Europäische Vereinigung Bildender Künstler aus Eifel und Ardennen, Prüm
- European Group of Artists

## Auszeichnungen
- Ehrenpräsident der Amicale Artistique de l’Ain/de Bourg (1976)
- Ehrenpräsident der Künstlergruppe Nahe (1995)
- Kulturmedaille der Stadt Bourg en Bresse
- Silberne Medaille Arts – Sciences – Lettres, Paris
- Landeskunstpreis Rheinland-Pfalz
- Kaiser-Lothar-Preisträger (1987) (2)
- Verdienstorden des Landes Rheinland-Pfalz (1994) (3)